# Daina Taimina

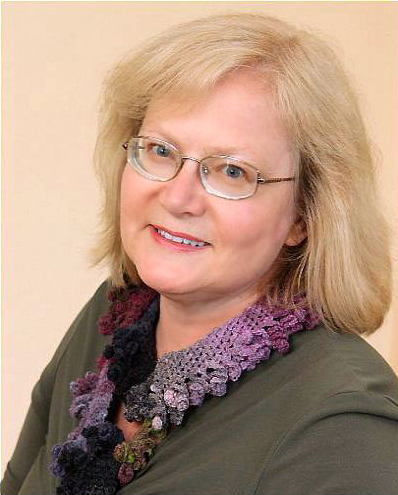
Daina Taimina

Daina Taimina (russisch Дайна Тайминя; * 19. August 1954 in Riga) ist eine lettisch-US-amerikanische Mathematikerin und Hochschullehrerin.

## Leben
Nach dem Besuch des Rigaer Gymnasiums studierte Taimina an der physikalisch-mathematischen Fakultät der Universität Lettlands in Riga mit Abschluss summa cum laude 1977.
1990 verteidigte Taimina am Institut für Mathematik der Akademie der Wissenschaften der Weißrussischen Sozialistischen Sowjetrepublik in Minsk ihre von Rūsiņš Mārtiņš Freivalds betreute Kandidat-Dissertation über das Behavior of Different Types of Automata and Turing Machines on Infinite Words. 1992 verteidigte sie an der Universität Lettlands ihre Doktor-Dissertation. Sie lehrte an der Universität Lettlands und am Institut für Lehrerbildung in Riga. 1992–1996 arbeitete sie als wissenschaftliche Redakteurin in den Verlagen Zvaigzne und Mācību grāmata.

## Hyperbolisches Modell
1997 wurde Taimina Associate Professor an der Cornell University in Ithaka, New York. Als ihr auf einem Geometrie-Workshop 1997 William Thurstons Papiermodelle hyperbolischer Flächen auffielen, beschloss sie, solidere Modelle herzustellen, und begann solche Flächen zu häkeln. Sie stellte als erste Person den hyperbolischen Raum physisch dar. Dies wurde bekannt, so dass sie mit ihrem Mann David W. Henderson ihre Arbeit auf einem Cornell-Workshop vorstellte. Inzwischen hat sie mehr als 100 geometrische Modelle gehäkelt.

## Preise
Taimina erhielt für ihr Buch Crocheting Adventures with Hyperbolic Planes (Häkel-Abenteuer mit Hyperbolischen Flächen) mit William Thurstons Vorwort  2009 den Bookseller/Diagram Prize for Oddest Title of the Year und 2012 den Euler Book Prize der Mathematical Association of America.